# Парелла
Парелла (итал. Parella) — коммуна в Италии, располагается в регионе Пьемонт, в провинции Турин.
Население составляет 456 человек (2008 г.), плотность населения составляет 228 чел./км². Занимает площадь 2 км². Почтовый индекс — 10010. Телефонный код — 0125.
Покровителем коммуны почитается святой архангел Михаил, празднование 29 сентября. 

## Демография
Динамика населения:

## Администрация коммуны
- Официальный сайт: http://www.comune.parella.to.it/